# Dariusz Dudka
Dariusz Dudka [ˈdarʲuʃ ˈdutka] (* 9. Dezember 1983 in Kostrzyn nad Odrą) ist ein polnischer ehemaliger Fußballspieler.

## Karriere

### Verein
Bis zur Saison 1998/99 spielte Dudka in seiner Geburtsstadt bei Celuloza Kostrzyn. Ende 1999 wechselte er zum damaligen polnischen Erstligisten Amica Wronki und debütierte als 17-Jähriger in der Ekstraklasa. Nach über 90 Ligaspielen für Wronki wechselte der Linksverteidiger zu Beginn der Saison 2005/06 zu Wisła Krakau.
Nach der Fußball-Europameisterschaft 2008 wechselte Dudka nach Frankreich zu AJ Auxerre. Nach dem Abstieg im Sommer 2012 ging er zum spanischen Erstligisten Levante UD. Am 1. November 2013 wurde er vom englischen Zweitligisten Birmingham City verpflichtet. Da sein Vertrag lediglich eine Laufzeit von zwei Monaten hatte und auch nicht verlängert wurde, verließ Dudka den Verein nach kurzer Zeit wieder. Mitte Februar 2014 kehrte er dann in seine polnische Heimat zu Wisła Krakau zurück. Dudka war bei Wisła immer Stammspieler. Zur Saison 2015/16 wechselte er zum polnischen Meister Lech Posen, wo er einen Vertrag für drei Jahre unterschrieb. Ab 2017 war der Abwehrspieler allerdings nur noch in dessen Reservemannschaft aktiv und beendete 2019 seine Karriere als Spieler.
Am 4. August 2020 wurde Dudka Assistent von Dariusz Żuraw bei Posen.

### Nationalmannschaft
Dudka galt lange als eines der größten polnischen Talente und spielte bislang 65-mal für die polnische Auswahl. Nationaltrainer Paweł Janas berief ihn in den Kader für die Fußball-Weltmeisterschaft 2006 in Deutschland und der neue Auswahltrainer Leo Beenhakker für die Fußball-Europameisterschaft 2008 in Österreich und der Schweiz.
Im Jahr 2012 nahm er ebenfalls an der Fußball-Europameisterschaft im eigenen Land und der Ukraine teil.

## Erfolge
- Polnischer Meister (2008)
- Polnischer Supercupsieger (2000, 2015)
- WM-Teilnahme (2006)
- EM-Teilnahme (2008, 2012)